# Eotetranychus ladakhensis
Eotetranychus ladakhensis är en spindeldjursart som beskrevs av Gupta 1981. Eotetranychus ladakhensis ingår i släktet Eotetranychus och familjen Tetranychidae. Inga underarter finns listade i Catalogue of Life.